# Hæstirétturinn
Hæstirétturinn är den högsta domstolen på Island (obestämd form nominativ singular: Hæstiréttur).